# Aspirin-Rose
Die Aspirin-Rose ist eine weiße Beetrose, die vom Rosenzuchtunternehmen Rosen Tantau 1997 im Markt eingeführt wurde.  Anlässlich des 100. Jahrestags der Aspirinerfindung wurde sie nach dem Bayer-Medikament benannt.

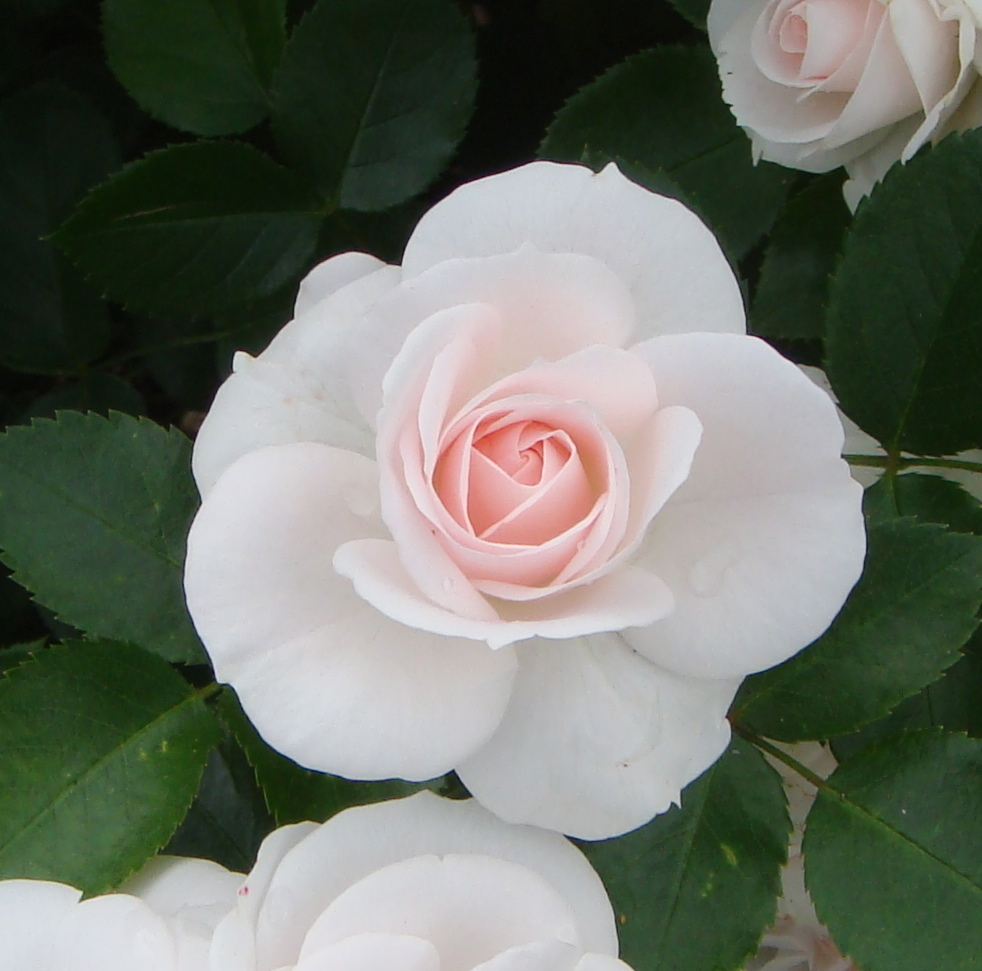
Nach kühlen Nächten changiert die Aspirin-Rose mittig ins Rosé

Die Rose blüht in hellem Weiß, nach einem Kälteeinbruch wandelt sich die Blütenmitte ins Roséfarbene. Die Blüten sind 5 cm hoch und ca. 7,5 breit. In der Blütenschale sind die gelben Staubgefäße sichtbar, die vor dem Aufgehen der Blüte von Bienen und Hummeln nur mühsam zu erreichen sind. Die Rose blüht von Juni bis September, und die verblühten Blüten reinigen sich gut selbst. Ihr Duft ist nur schwach wahrnehmbar.
Die mehrjährige Pflanze ist winterhart bis unter −20 °C und regenfest. Die Wuchshöhe beträgt 50 cm – 80 cm und als Pflanzabstand werden 30 cm empfohlen; sie wächst buschig und ausladend. Die Blätter sind hellgrün, glänzend und lanzettlich bis elliptisch. Vom Standort her verlangt die Aspirin-Rose sonnige bis halbschattige Plätze.
Die Rosenart erfüllte 1995 die Allgemeine Deutsche Rosenneuheitenprüfung (vgl. ADR-Rose), bei dem neben dem optischen Eindruck der Blüte, die Reichblütigkeit, der Duft, die Wuchsform und die Winterhärte vor allem die Widerstandsfähigkeit gegenüber Blattkrankheiten bewertet wird. Im November 1996 ließ Bayer den Markennamen Aspirin auch für die Nizza-Klasse 31 (Lebende Pflanzen und natürliche Blumen, insbesondere Rosen und Rosenpflanzen; Vermehrungsgut von Pflanzen) eintragen.